# 9531 Жан-Люк
9531 Жан-Люк (9531 Jean-Luc) — астероїд головного поясу, відкритий 30 серпня 1981 року.
Тіссеранів параметр щодо Юпітера — 3,610.